# Oxford (Kansas)
Oxford és una població dels Estats Units a l'estat de Kansas. Segons el cens del 2000 tenia 1.173 habitants.

## Demografia
Segons el cens del 2000, Oxford tenia 1.173 habitants, 465 habitatges, i 327 famílies. La densitat de població era de 539,2 habitants/km².
Dels 465 habitatges en un 33,8% hi vivien nens de menys de 18 anys, en un 57% hi vivien parelles casades, en un 11% dones solteres, i en un 29,5% no eren unitats familiars. En el 28,6% dels habitatges hi vivien persones soles el 15,3% de les quals corresponia a persones de 65 anys o més que vivien soles. El nombre mitjà de persones vivint en cada habitatge era de 2,43 i el nombre mitjà de persones que vivien en cada família era de 2,95.
Per edats la població es repartia de la següent manera: un 25,7% tenia menys de 18 anys, un 6,2% entre 18 i 24, un 26,5% entre 25 i 44, un 20,5% de 45 a 60 i un 21,1% 65 anys o més.
L'edat mediana era de 40 anys. Per cada 100 dones de 18 o més anys hi havia 79,8 homes.
La renda mediana per habitatge era de 34.875 $ i la renda mediana per família de 42.500 $. Els homes tenien una renda mediana de 36.250 $ mentre que les dones 22.841 $. La renda per capita de la població era de 16.479 $. Entorn del 4,3% de les famílies i el 5,8% de la població estaven per davall del llindar de pobresa.

## Poblacions més properes
El següent diagrama mostra les poblacions més properes.